# PGC 1632757
LEDA/PGC 1632757 ist eine Galaxie im Sternbild Löwe auf der Ekliptik und ist schätzungsweise 1,2 Milliarden Lichtjahre von der Milchstraße entfernt. Im selben Himmelsareal befinden sich u. a. die Galaxien NGC 3937, NGC 3943, NGC 3947, IC 2968.